# 1095年
| 千纪： | 2千纪 |
| 世纪： | 10世纪 \| 11世纪 \| 12世纪                                                                                 |
| 年代： | 1060年代 \| 1070年代 \| 1080年代 \| 1090年代 \| 1100年代 \| 1110年代 \| 1120年代                           |
| 年份： | 1090年 \| 1091年 \| 1092年 \| 1093年 \| 1094年 \| 1095年 \| 1096年 \| 1097年 \| 1098年 \| 1099年 \| 1100年 |
| 纪年： | 乙亥年（猪年）；辽寿昌元年；北宋紹聖二年；西夏天祐民安六年；大中上治二年；越南會豐四年；日本嘉保二年       |

## 大事记
- 三月——拜占庭皇帝阿历克塞一世向教宗烏爾巴諾二世遣使，讨论派雇佣兵讨伐塞爾柱王朝的事宜。
- 七月——卡爾曼在其父亲死后，开始将自己打造为新任匈牙利君王。
- 11月27日——烏爾班二世開始第一次十字軍東征，直到1099年攻克耶路撒冷。
- 大理國權臣高昇泰篡位，改国号为大中。

## 逝世
- 沈括